# Al Quwa Al Jawiya
Al Quwa Al Jawiya (en árabe: نادي القوة الجوية الرياضي‎), literalmente llamado Air Force Athletic Club, es un club de fútbol fundado el 4 de julio de 1931 en la ciudad de Bagdad, Irak. Es el primer equipo de fútbol fundado en Irak.

## Participaciones continentales
En la AFC 1999 llegó a la segunda ronda. Más adelante, en la Liga de Campeones de la AFC jugó la fase de grupos en 2004 y 2006.
En 2016 se consagra campeón por primera vez de la Copa AFC.

## Palmarés

### Torneos Nacionales (25)
- Liga de Institutos (4): 1962, 1964, 1973, 1974
- Liga Premier de Irak (7): 1975, 1990, 1992, 1997, 2005, 2017, 2021
- Copa de Irak (9): 1963, 1973, 1974, 1975, 1978, 1992, 1997, 2016, 2021
- Iraqi Elite Cup (3): 1994, 1996, 1998
- Iraqi Super Cup (2): 1997, 2001

### Torneos Regionales (7)
- Iraqi Central League (6): 1955–56, 1957–58, 1961–62, 1963–64, 1972–73, 1973–74
- Iraqi Central FA Cup (1): 1973–74

### Torneos internacionales (3)
- Copa AFC (3): 2016, 2017, 2018

### Torneos amistosos (27)
- Al-Mahabbah Championship (1): 2003
- Al-Quds International Championship (1): 2001
- Al-Intisar Cup (1): 1988
- Wadaa Al-Dawri Cup (1): 1986
- Al-Meelad Cup (1): 1985
- Al-Wehdat Championship (1): 1984
- Stafford Cup (1): 1982
- Iraqi Armed Forces League (1): 1974–75
- Army First Division League (1): 1973–74
- Mudir Al-Maslaha Cup (1): 1964
- Al-Athar Cup (2): 1962, 1964
- Army Cup Championship (2): 1959, 1964
- Al-Quwa Al-Jawiya Cup (2): 1941, 1942
- Palestine Cup (1): 1942
- Amanat Al-Asima Cup (1): 1941
- Al-Wasi Cup (1): 1940
- Taha Al-Hashimi Cup (1): 1939
- Casuals Cup (4): 1932–33, 1933–34, 1934–35, 1935–36
- Prince Ghazi Cup (3): 1932–33, 1933–34, 1934–35